# Revolver Webley
Revolverul Webley a fost, în variante diferite, principalul pistol de serviciu din dotarea forțelor armate ale Marii Britanii, Imperiului Britanic și Comunității Națiunilor din 1887 până în anul 1963.
Frângerea revolverului pentru reîncărcare acționează și ejectorul, extracția cartușelor folosite din butoiaș fiind automată. Primul model, denumit Webley Mk I (în limba engleză: Model 1), a fost introdus în dotare în anul 1887. În timpul celui de-al Doilea Război al Burilor, modelul Mk IV era în uz. Cel mai cunoscut model a fost însă Mk VI, introdus în dotare în anul 1915, în timpul Primului Război Mondial.
Arma folosește puternicul cartuș .455 Webley (11,6 mm), retras din uzul militar în prezent. Varianta Mk IV care folosea cartușul .38/200 (9,65 mm) este încă în dotarea unor organe de poliție din câteva țări.